# Ухаб (деревня)
Ухаб — деревня в Вышневолоцком городском округе Тверской области.

## География
Находится в центральной части Тверской области на расстоянии приблизительно 19 км по прямой на северо-восток от города Вышний Волочёк.

## История
По местным данным, известна была с XVI века, население долгое время составляли в основном белорусы. Была отмечена на карте 1825 года. В 1859 году здесь (деревня Вышневолоцкого уезда) было учтено 8 дворов, в 1928 — 13. До 2019 года входила в состав ныне упразднённого Дятловского сельского поселения Вышневолоцкого муниципального района.

## Население
Численность населения составляла 56 человек (1859 год), 4 (русские 50 %, украинцы 50 %) в 2002 году, 1 в 2010.